# متلازمة انسحابية
متلازمة الانسحاب أو المتلازمة الانسحابية هي مجموعة من الأعراض التي تحدث عند التوقف عن تناول بعض أنواع الأدوية والمخدرات الترفيهية أو تقليل جرعاتها. ويزداد خطر حدوث متلازمة التوقف مع زيادة الجرعة وطول مدة الاستخدام.
كل مجموعة من المواد تنتج أعراض انسحاب محددة. ويعد حدوثها معيارًا لتشخيص متلازمة الإدمان.

## الأمثلة
- أعراض انسحابية عن أدوية مختلفة
- متلازمة الانقطاع عن مضادات الاكتئاب
- متلازمة الانسحاب عن مضاد الذهان
- متلازمة انسحاب البنزوديازيبين
- الانسحاب عن الحشيش
- متلازمة الانسحاب الكحولي
- انسحاب النيكوتين
- الانسحاب من المواد الأفيونية
- الانسحاب من حديثي الولادة [الإنجليزية]